# ماري روارت
ماري جيه روارت (بالإنجليزية: Mary J. Ruwart ) (من مواليد 16 أكتوبر 1949) هي باحثة أمريكية متقاعدة في الطب الحيوي ومتحدثة وكاتبة وناشطة ليبرالية. كانت مرشحة رئيسية لترشيح الحزب التحرري للرئاسة لعام 2008 وهي مؤلفة كتاب Healing Our World.

## النشأة والتعليم والوظيفة الطبية
ولدت روارت في ديترويت بولاية ميشيغان. وهي حاصلة على بكالوريوس العلوم مع تخصص في الكيمياء الحيوية (1970)، ودكتوراه في الفيزياء الحيوية (1974) من جامعة ولاية ميتشيغان. بعد فصل دراسي مدته سنتان ونصف في كلية الطب بجامعة سانت لويس، أمضت روارت 19 عامًا كعالمة أبحاث صيدلانية في Upjohn Pharmaceuticals، وكتبت كثيرًا عن موضوعات التنظيم الحكومي لصناعة الأدوية وعن التواصل التحرري.

## النشاط الليبرتاري والترشيحات
عضو في الحزب الليبرتاري، خاضت روارت حملة فاشلة لترشيح الحزب للرئاسة في عام 1984 ولترشيح لمنصب نائب الرئيس في عام 1992.  كانت روارت مرشحة عن الحزب الليبرتاري لتكساس لعضوية مجلس الشيوخ الأمريكي في عام 2000، حيث واجهت المرشح الجمهوري الحالي كاي بيلي هاتشيسون. حصدت روارت 1.16٪ من الأصوات الشعبية (72798 صوتًا)، لتحتل المركز الرابع من بين أربعة مرشحين خلف مرشح حزب الخضر دوغلاس سانداج. 
عملت روارت في اللجنة الوطنية التحررية، وكانت المتحدث الرئيسي في المؤتمر الوطني الليبرتاري لعام 2004.  في عام 2002، أطلق الليبرتاريون حملة ضغط فاشلة لتعيين الدكتورة روارت مفوضًا لإدارة الغذاء والدواء (FDA).  بالإضافة إلى ذلك، خدمت روارت في مجالس إدارة الجمعية الدولية للحرية الفردية، وجمعية لجنة التحكيم المطلعة بالكامل، وفرع ميشيغان في معهد هارتلاند.  روارت مؤيدة قديمة لمشروع Free State وصادقت عليه رسميًا في 17 مايو 2008 أثناء بثها على الهواء على Free Talk Live. 
ركضت روارت دون جدوى لصالح Texas Comptroller في عام 2010 ضد الجمهورية الحالية سوزان كومبس. حصلت على 417.523 صوتًا (10.5 ٪) في سباق لم يكن فيه أي ديمقراطي. 

### الحملة الرئاسية لعام 2008

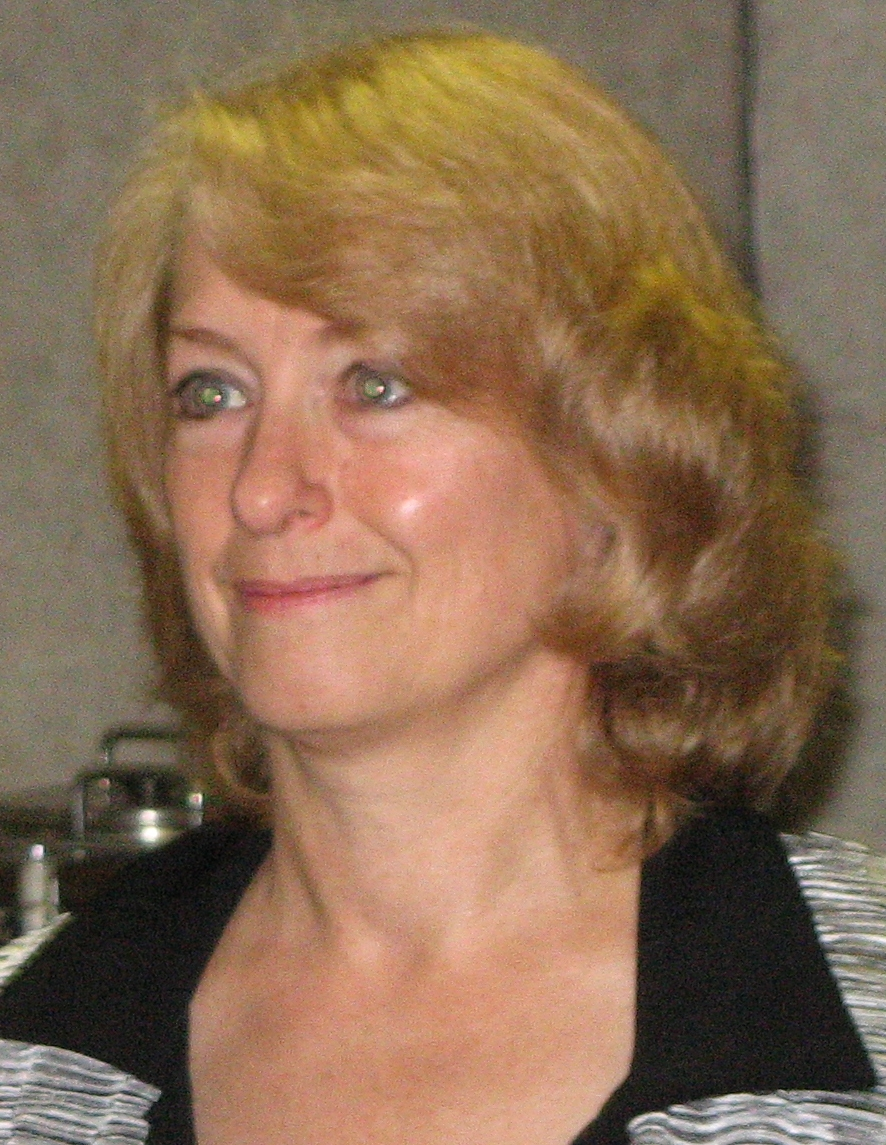
حملة روارت من أجل الترشح للرئاسة الليبرتارية في عام 2008

في مارس 2008، ردا على مشروع سياسي غير رسمي من قبل مجموعة من نشطاء الحزب الليبرتاري، أعلنت رورات ترشحها للرئاسة الليبرتارية في انتخابات 2008.   ركضت على أساس برنامج إنهاء التدخل العسكري في الخارج وبناء الدولة، وإنهاء التعذيب، وإنهاء المساعدات الخارجية، وتعزيز التجارة الحرة، وإلغاء استحقاقات الرعاية الاجتماعية، وخلق الوظائف من خلال خفض الإنفاق الحكومي. 
خسرت الترشيح لـ بوب بار في الاقتراع السادس في المؤتمر الوطني التحرري لعام 2008 في 25 مايو 2008. على الرغم من تعادلها مع بار في الاقتراع الثالث والرابع وأخذ الصدارة في الاقتراع الخامس، فقد خسرت في النهاية بعد أن ألقى مرشح المركز الثالث واين ألين روت بدعمه خلف بار. حصل روت في وقت لاحق على ترشيح لمنصب نائب الرئيس. 

## فهرس
- Ruwart, Mary (1993). Healing Our World: The Other Piece of the Puzzle. Kendall, Frances; Louw, Leon (foreword). SunStar Press. ISBN:978-0-9632336-2-2.
- Ruwart, Mary (2003). Healing Our World: In An Age of Aggression. Kendall, Frances; Louw, Leon (foreword). SunStar Press. ISBN:978-0-9632336-6-0.
- Ruwart, Mary (2012). Short Answers to the Tough Questions: How to Answer the Questions Libertarians Are Often Asked. SunStar Press. ISBN:978-0-9754326-6-2.
- Ruwart, Mary (2015). Healing Our World: The Compassion of Libertarianism. Paul, Ron (foreword). SunStar Press. ISBN:978-0-9632336-7-7.
- Ruwart, Mary (2018). Death by Regulation: How We Were Robbed of a Golden Age of Health and How We Can Reclaim It. Paul, Ron (foreword); Wright, Jonathan (preface); Gamble, Foster (afterword). SunStar Press. ISBN:978-0-9632336-1-5.

## أنظر أيضا
- 2008 المؤتمر الوطني التحرري
- 2012 المؤتمر الوطني التحرري
- آر لي رايتس